# Calestano

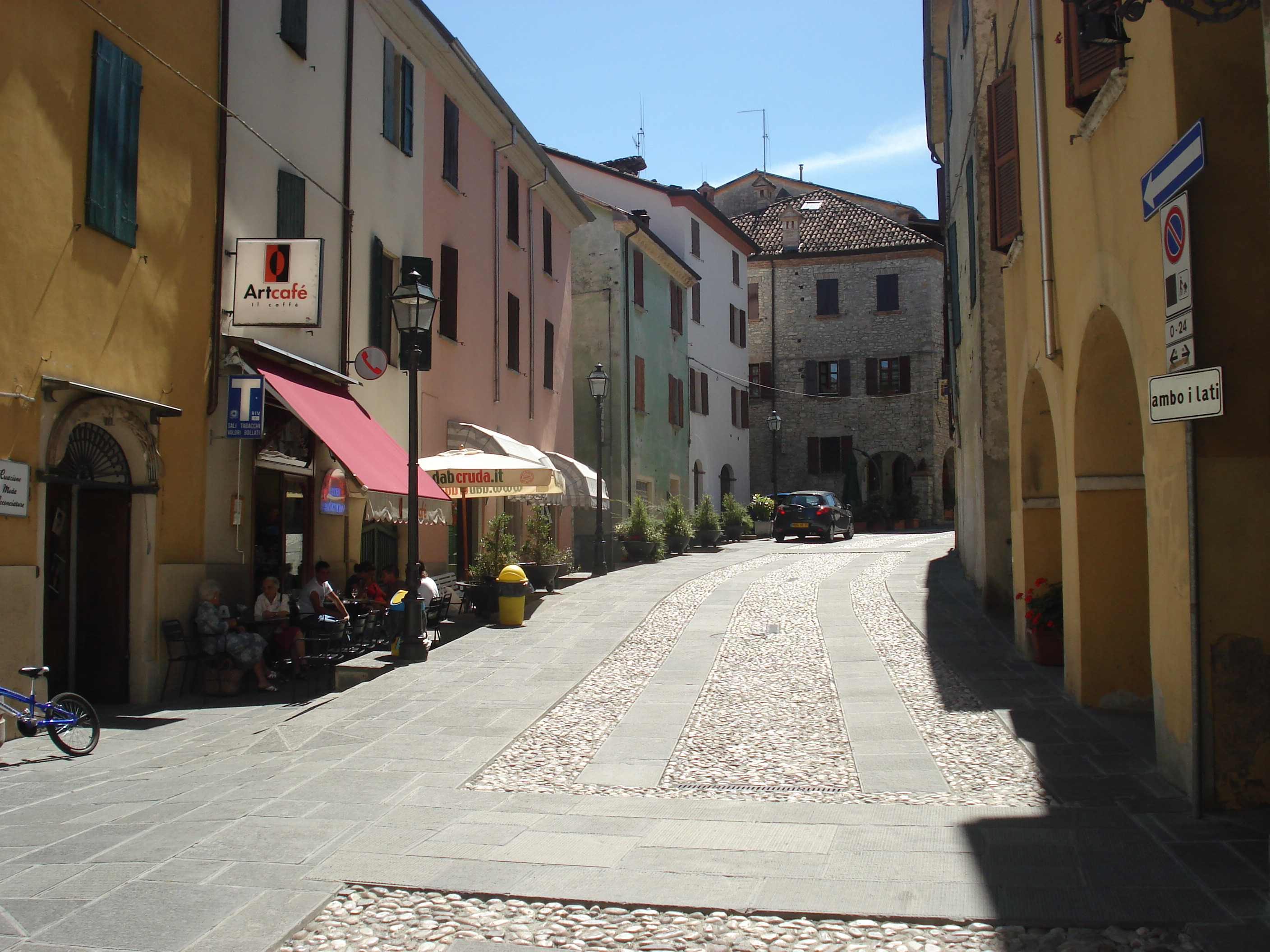
Calestano

Calestano ist eine italienische Gemeinde (comune) mit 2107 Einwohnern (Stand 31. Dezember 2023) in der Provinz Parma in der Emilia-Romagna. Die Gemeinde liegt etwa 20,5 Kilometer südsüdwestlich von Parma an der Braganza. 

## Geschichte
Der mittelalterliche Ortskern von Calestano liegt unmittelbar am Fluss. 